# Música e inteligência artificial
A pesquisa em inteligência artificial (IA) é conhecida por ter afetado o diagnóstico médico, a negociação de ações, o controle de robôs e vários outros campos. Talvez menos popular seja a contribuição da IA no campo da música. No entanto, a inteligência artificial e música (AIM) tem sido, por muito tempo, um assunto comum em várias conferências e workshops, incluindo a Conferência Internacional de Computação, a Conferência da Sociedade de Computação e a Conferência Internacional Conjunta sobre Inteligência Artificial. De fato, a primeira Conferência Internacional de Música por Computador foi o ICMC 1974, Universidade Estadual de Michigan, East Lansing, Estados Unidos. A pesquisa atual inclui a aplicação da IA na composição musical, desempenho, teoria e processamento de som digital.
Vários programas de software de música foram desenvolvidos e usam IA para produzir música. Assim como suas aplicações em outros campos, a IA neste caso também simula uma tarefa mental. Uma característica proeminente é a capacidade do algoritmo de IA de aprender com base em informações obtidas, como a tecnologia de acompanhamento por computador, que é capaz de escutar e seguir um executante humano, para que possa executar em sincronia. A inteligência artificial também impulsiona a chamada tecnologia de composição interativa, em que um computador compõe música em resposta ao desempenho de um músico ao vivo. Existem vários outros aplicativos de IA para música que abrangem não apenas a composição, a produção e o desempenho da música, mas também a forma como ela é comercializada e consumida.

## História
Nas décadas de 1950 e 1960, a música criada por inteligência artificial não era totalmente original, mas gerada a partir de modelos predefinidos por humanos, conhecidos como sistemas baseados em regras. Com o tempo, os computadores tornaram-se mais potentes, permitindo que o aprendizado de máquina e as redes neurais artificiais auxiliassem a indústria musical, fornecendo à IA grandes quantidades de dados para aprender como a música é feita, em vez de usar modelos preestabelecidos. No início dos anos 2000, avanços na inteligência artificial, como redes generativas adversariais (GANs) e aprendizado profundo, permitiram que a IA compusesse músicas mais originais, complexas e variadas do que antes. Projetos notáveis, como o MuseNet da OpenAI e o Magenta do Google, demonstraram a capacidade da IA de gerar composições que imitam diversos estilos musicais.

### Linha do tempo
A inteligência artificial na música começou com o problema da transcrição: registrar com precisão uma performance em notação musical. O esquema de Père Engramelle para um "rolo de piano", que registrava automaticamente o tempo e a duração das notas, foi implementado pelos engenheiros alemães J.F. Unger e J. Hohlfeld em 1952.
Em 1957, o computador ILLIAC I produziu a "Illiac Suite for String Quartet", uma peça totalmente gerada por computador, programada pelo compositor Leonard Isaacson e pelo matemático Lejaren Hiller.
Em 1960, o pesquisador russo Rudolf Zaripov publicou o primeiro artigo mundial sobre composição algorítmica usando o computador Ural-1.
Em 1965, o inventor Ray Kurzweil estreou uma peça de piano criada por um computador capaz de reconhecer padrões em várias composições. O computador foi então capaz de analisar e usar esses padrões para criar novas melodias. O computador foi lançado no programa "I've got a secret", de Steve Allen, e confundiu os apresentadores até que o astro de cinema Henry Morgan adivinhou o segredo de Ray.
Em 1983, o sistema Kansei Music System da Yamaha ganhou destaque, e um artigo sobre seu desenvolvimento foi publicado em 1989. O software usava processamento de informações musicais e técnicas de IA para resolver o problema da transcrição em melodias simples, embora melodias mais complexas ainda sejam um desafio para o aprendizado profundo.
Em 1997, o programa Experiments in Musical Intelligence (EMI) superou um compositor humano ao imitar o estilo de Bach. Mais tarde, o EMI evoluiu para um algoritmo mais sofisticado chamado Emily Howell.
Em 2002, a equipe de pesquisa musical do Sony Computer Science Laboratory Paris, liderada por François Pachet, criou o Continuator, um algoritmo capaz de continuar uma composição após um músico parar de tocar.
A Emily Howell continuou a avançar, lançando seu primeiro álbum, From Darkness, Light, em 2009. Desde então, muitas outras peças compostas por IA foram publicadas.
Em 2010, o Iamus tornou-se a primeira IA a produzir um fragmento de música clássica contemporânea original, no seu próprio estilo: "Iamus' Opus 1". Localizado na Universidade de Málaga (Espanha), o computador podia gerar peças totalmente originais em vários estilos. Em agosto de 2019, um grande conjunto de dados com 12.197 músicas MIDI, cada uma com letras e melodias, foi criado para investigar a geração neural de melodias a partir de letras usando um método LSTM-GAN condicional.
Com o avanço da IA generativa, surgiram modelos capazes de criar composições completas (incluindo letras) a partir de uma simples descrição textual. Dois aplicativos notáveis são o Suno AI (lançado em dezembro de 2023) e o Udio (abril de 2024).
O ano de 2025 marcou um novo capítulo na evolução da música criada por inteligência artificial, desafiando as convenções da indústria musical. Entre os destaques, surgiu Tata, cantora virtual desenvolvida pelo renomado produtor norte-americano Timbaland.  Outro fenômeno que chamou atenção foi The Velvet Sundown, uma banda totalmente criada por IA por meio da plataforma Suno. O projeto surpreendeu a imprensa especializada ao ultrapassar a marca de 1 milhão de ouvintes mensais no Spotify, provando que composições geradas por algoritmos podem alcançar o mesmo sucesso que obras humanas. A repercussão foi tamanha que levantou debates sobre autoria, direitos autorais e o futuro da criatividade musical em um mundo onde máquinas podem produzir arte de forma autônoma.

## Aplicações de software

### Pontuações interativas
Cenários Multimídia em escores interativos são representados por objetos temporais, relações temporais e objetos interativos. Exemplos de objetos temporais são sons, vídeos e controles de luz. Objetos temporais podem ser acionados por objetos interativos (geralmente lançados pelo usuário) e vários objetos temporais podem ser executados simultaneamente. Um objeto temporal pode conter outros objetos temporais: essa hierarquia nos permite controlar o início ou o fim de um objeto temporal controlando o início ou o fim de seu pai. A hierarquia está sempre presente em todos os tipos de música: as peças musicais são muitas vezes hierarquizadas por movimentos, partes, motivos, medidas, entre outras segmentações.

### Acompanhamento de computador (Carnegie Mellon University)
O Computer Music Project da CMU desenvolve música de computador e tecnologia de performance interativa para melhorar a experiência musical humana e a criatividade. Este esforço interdisciplinar baseia-se em teoria musical, ciência cognitiva, inteligência artificial e aprendizado de máquina, interação homem - computador, sistemas em tempo real, computação gráfica e animação, multimídia, linguagens de programação e processamento de sinal.

### ChucK
Desenvolvido na Universidade de Princeton por Ge Wang e Perry Cook, ChucK é uma linguagem multiplataforma baseada em texto que permite síntese, composição, desempenho e análise de música em tempo real. É usado pelo SLOrk (Stanford Laptop Orchestra) e pelo PLOrk (Princeton Laptop Orchestra).

### MorpheuS
MorpheuS é um projeto de pesquisa de Dorien Herremans e Elaine Chew na Queen Mary University de Londres, financiado por um projeto europeu Marie Skłodowská-Curie. O sistema usa uma abordagem de otimização baseada em um algoritmo de busca de vizinhança variável para transformar peças de modelo existentes em novas peças com um nível de tensão tonal que muda dinamicamente ao longo da peça. Esta abordagem de otimização permite a integração de uma técnica de detecção de padrões, a fim de reforçar a estrutura de longo prazo e temas recorrentes na música gerada. Peças compostas por MorpheuS foram realizadas em concertos em Stanford e Londres.

### AIVA
Criado em fevereiro de 2016, no Luxemburgo, o AIVA é um programa que produz trilhas sonoras para qualquer tipo de mídia. Os algoritmos por trás do AIVA são baseados em arquiteturas de aprendizado profundo. OAIVA também foi usado para compor uma faixa de Rock chamada On the Edge, bem como uma música pop Love Sick em colaboração com a cantora Taryn Southern, para a criação de seu álbum de 2018 "I am AI".

## Música gerada por inteligência artificial
Muitos geradores de música foram criados e podem ser gerados usando uma frase de texto, opções de gênero e bibliotecas em loop de compassos e riffs.

## Inteligência Artificial aplicada à música: questões éticas sobre uma simbiose criativa[30]
A aplicação da Inteligência Artificial (IA) na música tem gerado impactos multidimensionais, especialmente na educação musical e nos processos criativos. O uso de algoritmos avançados permite a personalização do ensino, a análise de desempenho musical e até mesmo a composição automatizada, criando novas possibilidades para músicos e educadores. No entanto, a introdução dessas tecnologias levanta questões éticas fundamentais, como a privacidade dos dados dos alunos e artistas, além da influência da IA na definição do que é criatividade humana. À medida que a música se torna cada vez mais mediada por algoritmos, cresce a necessidade de uma abordagem crítica sobre os limites dessa integração tecnológica.
A incorporação da IA nos processos educacionais musicais ocorre em um cenário de rápidas transformações tecnológicas. Ferramentas como redes neurais e aprendizado de máquina permitem que softwares analisem e gerem composições musicais, influenciando diretamente a experiência de ensino e aprendizado. Essas inovações, no entanto, trazem desafios legais e éticos, incluindo a questão dos direitos autorais sobre obras geradas com auxílio de IA e a equidade no acesso a essas tecnologias.. A introdução de assistentes inteligentes em salas de aula pode tornar o ensino mais acessível, mas também gera preocupações quanto ao uso indevido de dados e ao risco de padronização excessiva da criatividade musical.
Outro aspecto relevante na simbiose entre IA e música é a transformação do mercado musical. Sistemas de recomendação baseados em IA, como os empregados por plataformas de streaming, influenciam os hábitos de escuta dos usuários, moldando tendências e direcionando a exposição de determinados artistas. A automatização da curadoria musical levanta preocupações sobre transparência algorítmica e concentração de poder, já que grandes empresas de tecnologia controlam esses sistemas de recomendação. Além disso, a música gerada por IA desafia conceitos tradicionais de autoria e originalidade, uma vez que algoritmos podem criar composições sem intervenção humana direta;
Diante desses desafios, pesquisadores e educadores defendem a necessidade de um debate ético e colaborativo sobre o uso da IA na música. A proposta é que a tecnologia seja utilizada como uma ferramenta complementar, em vez de substituir o papel humano no processo criativo. Abordagens interdisciplinares, envolvendo músicos, tecnólogos e especialistas em ética digital, como as contempladas pelo Grupo de Pesquisa - As Tecnologias Digitais da Informação e Comunicação nos processos de Formação Musical que é certificado pelo Conselho Nacional de Desenvolvimento Científico e Tecnológico, são essenciais para garantir que a IA amplie as possibilidades musicais sem comprometer a diversidade cultural e os direitos dos criadores. Dessa forma, a inteligência artificial pode ser integrada de forma responsável na educação musical e na produção artística, contribuindo para o desenvolvimento de novas formas de expressão e inovação sonora.

## Deepfakes Musicais
Um desenvolvimento recente da IA na música é o uso de deepfakes de áudio para adaptar letras ou estilos musicais de uma música existente à voz ou estilo de outro artista. Isso levantou preocupações sobre a legalidade e a ética do uso dessa tecnologia, especialmente em relação à identidade artística. Além disso, questiona-se a quem pertence a autoria dessas obras, já que a IA não pode ser considerada autora. Recentemente, medidas preventivas começaram a ser desenvolvidas por Google e Universal Music Group, que estão trabalhando em sistemas de royalties e atribuição de créditos para permitir a replicação de vozes e estilos de artistas.

### "Heart on My Sleeve"
Em 2023, um artista conhecido como ghostwriter977 criou um deepfake musical chamado "Heart on My Sleeve", que clonou as vozes de Drake e The Weeknd usando um algoritmo de aprendizado profundo. A faixa foi submetida para consideração no Grammy, viralizou no TikTok e foi lançada oficialmente em plataformas como Apple Music e Spotify, mas acabou sendo removida pela Universal Music Group. O produtor afirmou que a composição, produção e vocais originais (antes da conversão) foram feitos por ele.

### "Where That Came From"
Em 2013, o cantor de música country Randy Travis sofreu um derrame que o impediu de cantar. Em maio de 2024, Travis e seu produtor Kyle Lehning lançaram uma nova música, "Where That Came From", usando IA para recriar a voz de Travis a partir de mais de 40 gravações vocais existentes, combinadas com as do vocalista James Dupré. Foi a primeira música nova de Travis desde seu derrame.